# Бондарєва-Рєпіна Олена Володимирівна
Олена Володимирівна Бондарєва-Рєпіна — українська акторка театру та кіно. 

## Біографія
Народилася Олена Бондарєва-Рєпіна 28 лютого 1966 року в Казахстані, через деякий час з батьками переїхала до України в місто Суми. Здобула вищу освіту у Київському національному університеті театру, кіно і телебачення ім. Карпенка-Карого. Після закінчення працювала за розподілом у Херсонському обласному академічному музично-драматичному театрі імені Миколи Куліша. Одружилася, народила сина Івана Рєпіна.
Першу роль у кіно Рєпіна отримала у 1995 році, виконавши епізодичну роль у російському фільмі «Ехай!».
У 2003 році пройшла кастинг на першу серйозну роль у російсько-українському фільмі «Завтра буде завтра», де знімалися зірки Ада Роговцева та Ступка Богдан Сильвестрович. Виконала ролі у понад 80 фільмах.
Станом на 2023 рік проживала в Бучанському районі Київської області. Має проросійські та комуністичні погляди, підтримує УПЦ МП, свою позицію активно висловлює у соціальних мережах. Станом на 2024 рік Рєпіна продовжує активно просувати російські наративи. В своїх соціальних мережах агітує за УПЦ МП, висловлюється "проти війни", але за мир з Росією. Вважає, що якщо її занесуть до Миротворця, то буде її найбільша нагорода.

## «Реальна містика»
У 2015 році Олена Бондарєва-Рєпіна з'явилася у серіалі «Реальна містика» в образі експерки з чистоти Віри Іванівни. Роль стала однією з найуспішніших у фільмографії акторки.
Зі слів Рєпіної, її та інших акторів «Реальної Містики» «кинули напризволяще», закривши програму та замінивши її на «Люсю Інтерн». 

## Фільмографія
- 1995 — «Ехай!»
- 2003 — «Весёлая компания»
- 2003 — «Житлово-експлуатаційна комедія»
- 2003 — «Завтра будет завтра»
- 2003 — «Леди Мэр»
- 2004 — «Небо в горошек»
- 2005 — «Возвращение Мухтара-2»
- 2005 — «Первый после Бога»
- 2006 — «Битвы божьих коровок»
- 2006 — «Повернути Віру»
- 2006 — «Возвращение Мухтара-3»
- 2006 — «Девять жизней Нестора Махно»
- 2006 — «Дурдом»
- 2006 — «Психопатка»
- 2006 — «Вбивство у зимовій Ялті»
- 2007 — «Колье для снежной бабы»
- 2007 — «Седьмой лепесток»
- 2008 — «Про Любовь»
- 2008 — «Роман выходного дня»
- 2008 — «Рука на счастье | Рука на щастя»
- 2008 — «Чёрное платье»
- 2009 — «А Вы играете в шахматы?»
- 2009 — «Блудные дети»
- 2009 — «Веское основание для убийства»
- 2009 — «Неприкосновенные | Недоторкані»
- 2009 — «По закону»
- 2009 — «Похищение Богини»
- 2009 — «При загадочных обстоятельствах»
- 2010 — «Маршрут милосердия»
- 2010 — «Соседи»
- 2010 — 2013 — «Ефросинья» (все сезоны)
- 2011 — «Байки Митяя»
- 2011 — «Белые розы надежды»
- 2011 — «Весна в декабре»
- 2011 — «Возвращение Мухтара-7»
- 2011 — «Экстрасенсы-детективы»
- 2011 — «Небесные родственники»
- 2011 — «Сваты-5»
- 2011 — «Срочно ищу мужа»
- 2012 — «Анна Герман | Anna German. Tajemnica Białego Anioła»
- 2012 — «Возвращение Мухтара-8»
- 2012 — «Время любить»
- 2012 — «Джамайка»
- 2012 — «Дорога в пустоту»
- 2012 — «Защитница»
- 2012 — «Люблю, потому что люблю»
- 2012 — «Миллионер»
- 2012 — «Порох и дробь»
- 2012 — «СБУ. Спецоперация»
- 2012 — «Фродя»
- 2013 — «Два Ивана»
- 2013 — «Женский доктор-2»
- 2013 — «Обычное дело | Звичайна справа»
- 2013 — «Осенняя мелодия любви»
- 2013 — «Полярный рейс»
- 2013 — «Поцелуй!»
- 2013 — «Уйти, чтобы остаться»
- 2013 — «Я думал, ты будешь всегда»
- 2013 — 2014 — «Сашка»
- 2014 — «Брат за брата-3»
- 2014 — «Ветреная женщина»
- 2014 — «Гречанка»
- 2014 — «Дворняжка Ляля»
- 2014 — «Дом с лилиями»
- 2014 — «Личное дело»
- 2014 — «Мажор»
- 2014 — «Манекенщица»
- 2014 — «Муж на час»
- 2014 — «Пляж»
- 2014 — «Подмена в один миг»
- 2014 — «Узнай меня, если сможешь»
- 2015 — «Відділ 44»
- 2015 — «Два плюс два»
- 2015 — «Пес»
- 2015 — «Слуга народу»
- 2015 — «Реальна містика»
- 2016 — «Беженка»
- 2016 — «Гражданин Никто»
- 2016 — «Недотуркані»
- 2016 — «Женщина его мечты»
- 2016 — «Маэстро»
- 2016 — «Майор и магия»
- 2016 — «Между любовью и ненавистью»
- 2016 — «Не зарікайся»
- 2016 — «Нити судьбы»
- 2016 — «Письмо надежды»
- 2016 — «Свадебное платье»
- 2016 — «Хирургия. Территория любви»
- 2016 — «Я ніколи не плачу»
- 2017 — «Артистка»
- 2017 — «Балерина»
- 2017 — «Беги, не оглядывайся!»
- 2017 — «Догори дриґом»
- 2017 — «Друге життя Єви»
- 2017 — «Завещание принцессы | Заповіт принцеси»
- 2017 — «Курица | Курка»
- 2017 — «Подкидыши-2»
- 2017 — 2018 — «Коли ми вдома. Нова історія»
- 2018 — «Заинька»
- 2018 — «Кладовая жизни | Скарбниця життя»
- 2018 — «Путешествие к центру души»
- 2018 — «Ангелина»
- 2019 — «Пошта»
- 2019 — 2023 — «Одного разу під Полтавою»

## Дублювання
- «Фенбой і Чам-Чам» — (російський дубляж, ТО ДіАр на замовлення Nickelodeon/SDI Media)
- «101 далматинець» — (український дубляж, AdiozProduction Studio)
- «Корпорація монстрів» — Флінт (український дубляж, AdiozProduction Studio)
- «Мері Поппінс» — Місіс Бенкс (український дубляж, Le Doyen)
- «Чорний казан» — Орду (український дубляж, Le Doyen)
- «Хроніки Нарнії: Принц Каспіан» — Яга (український дубляж, Невафільм Україна)
- «Мами застрягли на Марсі» — Інспектриса (український дубляж, LeDoyen)